# Rátonbükk
Rátonbükk település Romániában, Szilágy megyében.

## Fekvése
A Szilágyságban, Szilágysomlyótól délre, Alsóvalkó, Szilágybagos és Ráton közt fekvő település.

## Története
Rátonbükk Alsóvalkóhoz és Szilágybagoshoz tartozó településrész volt, azonban 1956-ban különvált a két településtől és Rátonvölgyitanyával egyesülve alkot önálló települést Rátonbükk néven.

### Alsóvalkó
Alsóvalkót a tatárjárás után még IV. Béla király adományozta a Geregye nemzetséghez tartozó Pál országbírónak.
A település mellett a 13. században vár is épült, mely Borsa kopasz fiáé, Becské, majd Elefánti Dezsőé lett, 1317-től pedig királyi birtok.
1341-től Dancs mesteré, majd a Dancsok kihalta után Genyő János birtoka lett, az 1400-as évek elején Bánffy birtok volt, az 1600-as évek közepén pedig a törökök dúlták fel, később már nem állították helyre.

### Szilágybagos
1341-ben Dénes bán birtoka volt, 1536-tól Werbőczi birtok, 1576-ban Báthory István a Bánffy családnak adományozta. Az 1600-as években mezővárosi rangja volt.